# MEO Kalorama
O MEO Kalorama é um festival de música de verão realizado anualmente no Parque da Bela Vista desde 2022. A primeira edição atraiu mais de 112 mil pessoas e a segunda edição contou com mais de 105 mil pessoas.

## Edições

### 2022[4]
| Stage MEO                                                                              | Stage Colina                                                                     | Stage Futura                                |
| -------------------------------------------------------------------------------------- | -------------------------------------------------------------------------------- | ------------------------------------------- |
| - Rodrido Leão - James Blake - Years & Years - 2manyDJs + Tiga - The Chemical Brothers | - Curadoria Chelas é o Sítio - Xinobi Live - Bomba Estéreo - Kraftwerk - Moderat | - Fred - D'Alva - Jake Shears - Marina Sena |

| Stage MEO                                                         | Stage Colina                                                                          | Stage Futura                                                                  |
| ----------------------------------------------------------------- | ------------------------------------------------------------------------------------- | ----------------------------------------------------------------------------- |
| - The Lathums - The Legendary Tigerman - Blossoms - Artic Monkeys | - Curadoria Chelas é o Sítio - Golden Slumbers - Jessie Ware - Róisín Murphy - Bonobo | - Crawlers - Alice Phoebe Lou - You Can't Win, Charlie Brown - Bruno Pernadas |

| Stage MEO                                                                        | Stage Colina                                                     | Stage Futura                                |
| -------------------------------------------------------------------------------- | ---------------------------------------------------------------- | ------------------------------------------- |
| - Tiago Bettencourt - Ornatos Violeta - Nick Cave and The Bad Seeds - Disclosure | - Curadioria Chelas é o Sítio - Moullinex - Peaches - Chet Faker | - Grand Pulsar - Club Makumba - Zaz - Meute |

### 2023[5]
| Palco MEO                                                            | Palco San Miguel                                            | Palco Samsung                                                     | Palco Panorama                                                |
| -------------------------------------------------------------------- | ----------------------------------------------------------- | ----------------------------------------------------------------- | ------------------------------------------------------------- |
| - Pongo - Amyl & The Sniffers - Yeah Yeah Yeahs - Blur - The Prodigy | - Tulipa Ruiz - José González - M83 - Metronomy - The Blaze | - Rato Chinês - Scúru Fitchadu - BK' - Rita Vian - Joesef - Shame | - Chima Isaaro - Gazzi - Peach - Call Super B2B Anz - Ben UFO |

| Palco MEO                                                                               | Palco San Miguel                       | Palco Samsung                                                            | Palco Panorama                                          |
| --------------------------------------------------------------------------------------- | -------------------------------------- | ------------------------------------------------------------------------ | ------------------------------------------------------- |
| - Silk Nobre - Capitão Fausto - Belle & Sebastian - Florence + The Machine - Aphex Twin | - Eu .Clides - Ethel Cain - FKJ - Arca | - Gui Aly - Holy Nothing - James Holden - Tamino - Baxter Dury - Shygirl | - Phoebe - Violet - Moxie - John Talabot - Nicolas Lutz |

| Palco MEO                                                      | Palco San Miguel                                                               | Palco Samsung                                                                       | Palco Panorama                                                     |
| -------------------------------------------------------------- | ------------------------------------------------------------------------------ | ----------------------------------------------------------------------------------- | ------------------------------------------------------------------ |
| - Necxo - Selma Uamusse - Siouxsie Sioux - Foals - Arcade Fire | - Charlie Cunningham - Sen Senra - Dino D'Santiago - The Hives - Pabllo Vittar | - Snake Gr - Hause Plants - Cmat - Junior Boys - Nu Genea Live Band - Young Fathers | - Saint Caboclo - Lil Silva - Dinamarca - Budino - Tijana T - Tiga |

### 2024[6]
Irá decorrer do dia 29 a 31 de agosto.
| 29 de agosto | 30 de agosto | 31 de agosto |
| --- | --- | --- |
| - Massive Attack - Sam Smith - Fever Ray - Gossip - Overmono - Ana Lua Caiano - Filipe Catto - Jalen N’Gonda - Vagabon | - LCD Soundsystem - The Smile - Jungle - The Postal Service + Death Cab For Cutie - Ezra Collective - The Kills - Olivia Dean f* Emmy Curl - English Teacher - Glockenwise - Nation of Language - Unsafe Space Garden | - Burna Boy - Raye - Soulwax - Yves Tumor - Ana Moura - Yard Act - Bandalos Chinos - Cláudia Pascoal - dEUS - Luiza Lian - Moonchild Sanelly |

Mais artistas poderão ser anunciados.